# Епархия Лодвара
Епархия Лодвара (лат. Dioecesis Loduarina) — епархия Римско-Католической Церкви с центром в городе Лодвар, Кения. Епархия Лодвара входит в митрополию Кисуму. Кафедральным собором епархии Лодвара является церковь святого Августина в городе Лодвар.

## История
11 января 1968 года Римский папа Павел VI издал буллу Sacrorum Librorum, которой учредил апостольскую префектуру Лодвара, выделив её из епархии Элдорета.
30 января 1978 года Римский папа Павел VI издал буллу Qui volente Deo, которой преобразовал апостольскую префектуру Лодвара в епархию.
21 мая 1990 года епархию Лодвара вошла в митрополию Кисуму.

## Ординарии епархии
- епископ John Christopher Mahon SPS[1] (16.01.1968 — 17.02.2000);
- епископ Patrick Joseph Harrington SMA (17.02.2000 — 5.03.2011);
- епископ Dominic Kimengich (5.03.2011 — по настоящее время).

## Источник
- Annuario Pontificio, Libreria Editrice Vaticana, Città del Vaticano, 2003, ISBN 88-209-7422-3
- Булла Sacrorum Librorum
- Булла Qui volente Deo, AAS 70 (1978), стр. 276  (лат.)